# GNU Free Documentation License

GNU-loggan

GNU Free Documentation License (GFDL eller GNU FDL) är en upphovsrättslig licens vars syfte är att befrämja spridning och utveckling av textdokument. Envar får fritt förändra och sprida verk som ges ut enligt villkoren i GFDL, under förutsättning att licensen bibehålls och att alla som bidragit tillskrivs sin upphovsrätt.
Licensen tillhör de så kallade copyleftlicenserna som verkar för öppet innehåll. Den utformades ursprungligen av Free Software Foundation (FSF) som ett komplement till GNU General Public License (GPL), en licens som används för att sprida fri programvara (till exempel Linux är tillgänglig under GPL).
GFDL tillämpas, som namnet antyder, framförallt på verk såsom programvarudokumentation och annat instruktionsmaterial. Sådan dokumentation medföljer ofta GNU-projektets programvara.
Licenstexten fastställer att alla kopior av det licensierade materialet, även modifierade versioner, lyder under samma licens. Sådana kopior får reproduceras och även säljas, men om de massreproduceras måste de göras tillgängliga på ett sätt som underlättar vidare redigering. Wikipedia var fram till licensbytet juni 2009 det största dokumentationsprojekt som använde denna licens.

## Transparenta och opaka kopior
En transparent version av ett verk är enligt licensen en maskinläsbar kopia i ett öppet standardiserat format som lämpar sig för redigering med standardprogram. En kopia som inte är transparent kallas opak (opaque). GFDL kräver, då ett större antal exemplar publiceras eller sprids, att en transparent kopia bifogas med varje opak kopia (eller tillhandahålls i minst ett år efter att spridning av opaka kopior upphört).

## Tilläggsavsnitt och bestående avsnitt
Licensen skiljer mellan "dokumentet" och "tilläggsavsnitt" (Secondary Sections). Tilläggsavsnitten, som kan föregå eller följa det huvudsakliga dokumentet, kan innehålla information om författarens eller utgivarens förhållande till ämnet. De anses inte utgöra en del av själva dokumentet och får inte behandla dokumentets huvudsakliga ämne. 
Dokumentet i sig är redigerbart i sin helhet och omfattas av en licens vars principer liknar GNU General Public License (GPL), men förutom att författarna till tidigare versioner måste omnämnas kan också tilläggsavsnitt omfattas av restriktioner. En författare kan ange att ett tilläggsavsnitt är ett "bestående avsnitt" (invariant section) som inte får ändras eller tas bort.
Vidare måste verkets titel ändras för härledda verk om inte de föregående författarna uttryckligen medgivit undantag. Licensen innehåller också avsnitt som handlar om hur textmaterial på en boks fram- och baksidor ska hanteras, liksom "historik", "krediteringar" (Acknowledgements), "dedikationer" (Dedications) och "tilläggskommentarer" (Endorsements).

## Nackdelar
Vid publicering av dokument som licensieras under GFDL krävs att licensen i sin helhet bifogas. Detta är inga problem för digitala texter där dokumentet kan läggas i en separat textfil, men vid skriftlig publicering av korta texter är det otympligt. GFDL upptar, vid optimal formatering, två A4-sidor. 
Av denna anledning har vissa wikier och andra skriftligt inriktade projekt gått över till Creative Commons-licenser, som följer liknande regler utan att kräva den fullständiga dokumentationen. Andra projekt föredrar GPL, vars definitioner är tillräckligt allmängiltiga för att kunna tillämpas även på andra verk än datorprogram.
Eftersom de bestående avsnitten undantas från copyleftprincipen anses GFDL ibland vara en partiell copyleftlicens. Linuxdistributionen Debian betecknar GFDL som "icke-fri" (non-free) enligt projektets riktlinjer (Debian Free Software Guidelines) när den tillämpas med bestående avsnitt. Också annars är licensen problematisk ifråga om programvarudokumentation.